# Mihael Čok
Mihael Čok (tudi Zoch), slovenski organist in skladatelj, * 2. polovica 18. stoletja, (?), † začetek 19. stoletja, (?).
Doma je bil iz Plavij. V koprski cerkvi Marije Vnebovzete je bil v letih 1799−1801 organist, nato je odšel v Buje, kjer se je poleg igranja na orgle v tamkajšnji cerkvi sv. Florijana posvetil tudi komponiranju. Ohranjene so njegove skladbe, ki so nastale v Bujah leta 1804.